# كيث أرنولد
كيث أرنولد (27 مايو 1960 في المملكة المتحدة - ) (بالإنجليزية: Keith Arnold)‏ هو لاعب كريكت بريطاني. لعب مع المقاطعات الوطنية للكريكيت الإنجليزي والويلزي ‏ وOxfordshire County Cricket Club ‏.

## وصلات خارجية
- كيث أرنولد على موقع إي آس بي آن كريك إنفو (الإنجليزية)